# Bacteria pastazae
Bacteria pastazae är en insektsart som först beskrevs av Morgan Hebard 1924.  Bacteria pastazae ingår i släktet Bacteria och familjen Diapheromeridae. Inga underarter finns listade.